# Juncus amplifolius
Juncus amplifolius är en tågväxtart som beskrevs av Aimée Antoinette Camus. Juncus amplifolius ingår i släktet tåg, och familjen tågväxter. Inga underarter finns listade i Catalogue of Life.